# Alpha Oumar Konaré
Pour les articles homonymes, voir Konaré.
Alpha Oumar Konaré (), né le 2 février 1946 à Kayes au Soudan français, est un homme d'État et historien malien . Il a été président de la République de 1992 à 2002 et président de la Commission de l’Union africaine jusqu’en 2008. Il est à ce jour le seul président malien à avoir terminé son mandat par une transition entre deux présidents élus et non un coup d'état.

## Biographie

### Formation
Alpha Oumar Konaré est né le 2 février 1946 à Kayes. Il est le fils d'un enseignant, au sein d'une fratrie de 14 enfants. Il fréquente l’école primaire de Kayes, puis va ensuite au collège moderne de Kayes, au lycée Terrasson de Fougères de Bamako, au cours Sainte-Marie de Hann de Dakar (Sénégal) et, entre 1962 et 1964, à l’École normale secondaire de Katibougou. Il fait ses études supérieures en histoire et l'archéologie à l’école normale supérieure de Bamako (1965-1969) et à l’université de Varsovie (Pologne) entre 1971 et 1975.

### Carrière
Il commence sa carrière professionnelle en étant instituteur à Kayes, puis professeur de lycée à Markala et à Bamako.
En 1974, il est chargé de recherche à l’Institut des sciences humaines du Mali, puis, de 1975 à 1978, chef du patrimoine historique et ethnographique au ministère de la Jeunesse, des Sports, des Arts et de la Culture. En 1980, il est nommé chercheur à l’Institut supérieur de formation en recherche appliquée (ISFRA), et professeur au Département histoire-géographie de l’école normale supérieure de Bamako. Au cours de sa carrière, il a été responsable de plusieurs associations professionnelles (Association des Historiens-Géographes du Mali, Association ouest-africaine des archéologues, Union des Chercheurs d’Afrique de l’Ouest ou encore président du Conseil international des musées de 1989 à 1992). Entre 1981 et 1992, il est consultant auprès de l’UNESCO et du PNUD.

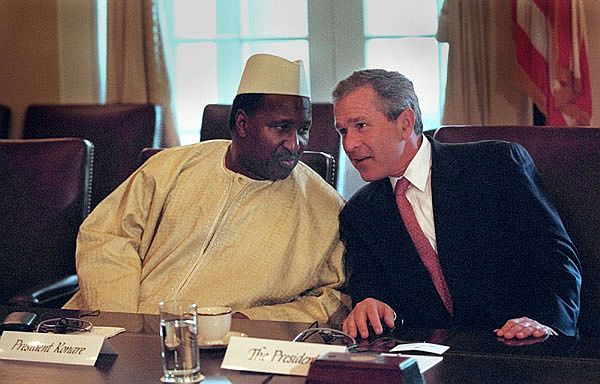
Alpha Oumar Konaré et George W. Bush à Washington, D.C., le 28 juin 2001.

Il commence à militer politiquement dès sa jeunesse. En 1967, il est élu secrétaire général de la Jeunesse US-RDA (Union soudanaise-Rassemblement démocratique africain, le parti du président Modibo Keïta) de l’École normale supérieure de Bamako.
Après le coup d’État de Moussa Traoré, il devient militant du parti clandestin « Parti malien du travail ».
En 1978, croyant à la volonté d’ouverture de Moussa Traoré, il accepte de devenir son ministre de la Jeunesse, des Sports, des Arts et de la Culture. Il démissionne en 1980. Son action est marquée par la formation des cadres et l’organisation du sport au Mali.
En 1983, il fonde et dirige la revue culturelle Jamana et la coopérative culturelle du même nom. En 1989, il fonde et dirige le quotidien Les Échos.
En 1990, il participe à la création de l’association « Alliance pour la démocratie au Mali » (ADEMA) qu’il contribue à transformer en parti politique en fondant l’Alliance pour la démocratie au Mali-Parti africain pour la solidarité et la justice (ADEMA/PASJ). Il en est le premier président et le délégué à la Conférence nationale du Mali en 1991 après la chute de Moussa Traoré.
En 1991, il crée « Radio Bamanankan », la première radio associative libre du Mali.

#### Président de la République
En avril 1992, à la fin de la transition démocratique conduite par Amadou Toumani Touré, il est élu président de la république, avec 69,01 % des suffrages au second tour contre Tiéoulé Mamadou Konaté.
Il est réélu pour un second mandat en 1997 au premier tour avec 95,9% des voix face à un seul candidat, Mamadou Maribatrou Diaby. Les principaux partis de l’opposition ont boycotté ce scrutin pour protester contre l’annulation des élections législatives d’avril 1997.
Sur le plan national, son action est marquée par la restauration de la démocratie au Mali (malgré les difficultés de la tenue des élections générales en 1997), la pacification du conflit entre l'État malien et les Touaregs après plusieurs années de rébellion, et la mise en œuvre d'une politique de décentralisation. Mais les difficultés économiques persistent ainsi que la corruption.
Il rend hommage au premier président du Mali, Modibo Keïta, en inaugurant un mémorial à Bamako. Opposé à la peine de mort, il commue en prison à perpétuité les condamnations à mort de Moussa Traoré et de son épouse condamnés pour crimes politiques et économiques avant de les gracier en 2002.
En 2002, conformément à la Constitution qui limite le nombre de mandats présidentiels à deux, il quitte la présidence du Mali. Amadou Toumani Touré lui succède.

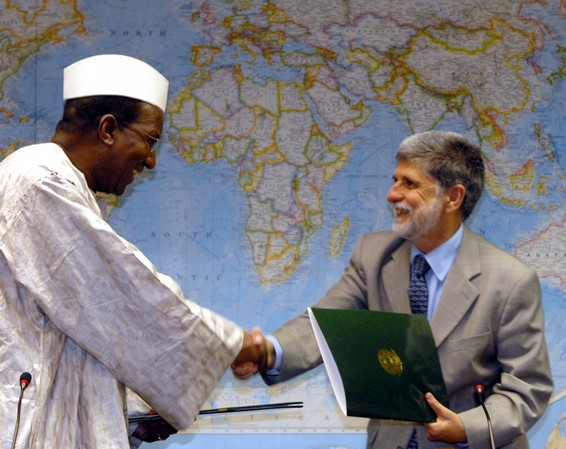
Alpha Oumar Konaré, président de la commission de l'Union africaine, avec Celso Amorim, ministre des Affaires étrangères du Brésil le 28 février 2007.

Alpha Oumar Konaré est élu président de la commission de l’Union africaine le 10 juillet 2003 par les chefs d’États africains réunis au sommet de Maputo. Son mandat s'achève en 2008, et le Gabonais Jean Ping est choisi, quelques mois auparavant, par les différents Etats-membres, pour lui succèder.

### Après la présidence
Son domicile à Bamako est la cible d'une attaque en 2014. En septembre 2021, Alpha Oumar Konaré est hospitalisé en urgence au Maroc à l'hôpital Cheikh Zaid de Rabat.

### Autres mandats
- Il est membre du Haut Conseil de la francophonie.
- Alpha Oumar Konaré compte également parmi les membres fondateurs du Collegium international éthique, politique et scientifique.

### Distinctions
Il est docteur honoris causa de l’université Rennes 2 Haute-Bretagne, de l'université libre de Bruxelles et de l'université de Wrocław (Pologne).

### Vie privée
Alpha Oumar Konaré est l'époux de l’écrivaine et historienne Adame Ba Konaré. Le couple à trois fils et une fille dont l'écrivain Birama Konaré et l'éditrice et femme politique Kadiatou Konaré.